# Google Code Search
Google Code Search – usługa oferowana przez Google, umożliwiająca wyszukiwanie fragmentów kodów udostępnionych na wolnych licencjach. Została uruchomiona 5 października 2006 roku, a zamknięta 15 stycznia 2012 roku.
W ramach Google Code Search było możliwe przeszukiwanie plików tar, tar.gz, tar.bz2 oraz zip jak i repozytoriów CVS czy Subversion.
Zapytania mogły zawierać wyrażenia regularne.